# Nephrotoma hainanica
Nephrotoma hainanica är en tvåvingeart som beskrevs av Alexander 1936. Nephrotoma hainanica ingår i släktet Nephrotoma och familjen storharkrankar. Inga underarter finns listade i Catalogue of Life.